# Vocal Few
Vocal Few is een Amerikaans folkpop-duo van man en vrouw, bestaande uit Matt en Kristie MacDonald uit Seattle, Washington D.C.. Vocal Few, een bijproject van Matt MacDonalds band The Classic Crime, begon als een 'pre-baby bucket list'-item voor het paar vóór de geboorte van hun eerste dochter Praise MacDonald. Hun eerste ep She'll Be Right werd uitgebracht in januari 2012, een maand na de geboorte van Praise. Hun tweede ep Tall Trees werd in mei 2013 uitgebracht, kort nadat ze ontdekten dat Kristie zwanger was van hun tweede dochter Piper MacDonald. Hun liefde voor samen muziek maken ging verder dan de inspiratie van hun nakomelingen - hun derde ep The Dream Alive werd uitgebracht op 30 oktober 2015 zonder zwangerschap. Hun meest recente publicatie is een verzameling oorspronkelijke winternummers met de toepasselijke naam The Snowdrift EP, die werd uitgebracht op 30 november 2016.

## Geschiedenis
Matt en Kristie ontmoetten elkaar tijdens het zomerkamp toen ze 15 en 16 jaar oud waren. Ze begonnen te daten op 17 en 18 jaar en trouwden uiteindelijk op 21 resp. 22-jarige leeftijd. Matt begon muziek te spelen met The Classic Crime in 2003 en Matt en Kristie zouden uiteindelijk Vocal Few vormen in 2011, toen Kristie zwanger werd van hun eerste kind.
Matt en Kristie vormden Vocal Few in 2011, kort nadat Matts band The Classic Crime onafhankelijk werd. Hun eerste ep She'll Be Right werd op 10 januari 2012 onafhankelijk uitgebracht en plaatste zich in de Billboard-hitlijsten, waar het op #8 in de Folk Albums-hitlijst en op #12 in de Heatseekers Albums-hitlijst stond. Hun tweede ep Tall Trees werd uitgebracht op 21 mei 2013. Hun derde ep The Dream Alive werd uitgebracht op 30 oktober 2015. Hun meest recente publicaties Snowdrift EP is een verzameling oorspronkelijke wintersongs en werd uitgebracht op 30 november 2016.

## Discografie

### Ep's (download)
- 2012: She'll Be Right (Vocal Few)
- 2013: Tall Trees (Vocal Few)
- 2015: The Dream Alive (Bad Christian)
- 2016: Snowdrift EP (Bad Christian)